# Carl Palmer's ELP Legacy
I Carl Palmer's ELP Legacy sono un gruppo rock progressivo statunitense fondato dal batterista Carl Palmer nel 2000. 

## Storia del gruppo
La band nacque nel 2000, in seguito al secondo scioglimento degli Emerson, Lake and Palmer, ed è sempre stata composta da tre musicisti: il batterista Carl Palmer, il chitarrista e cantante polacco Paul Bielatowicz, e il bassista Simon Fitzpatrick, che sostituisce Bill Hubauer.

La band ripropone in chiave moderna brani sia degli Emerson, Lake and Palmer che degli altri brani di gruppi musicali dei quali hanno fatto parte i suoi componenti (The Nice, Asia, King Crimson ecc...).
Nei primi anni di attività i brani venivano riproposti soltanto come strumentali, sostituendo le tastiere di Keith Emerson con la chitarra di Paul Bielatowicz o talvolta con il chapman stick di Simon Fitzpatrick, mentre dal 2008 Bielatowicz inizia a prendere il ruolo di cantante.
Il primo album ufficiale a nome Carl Palmer's ELP Legacy risale al 2016, mentre il secondo è del 2018.

## Formazione

### Formazione attuale
- Paul Bielatowicz - voce, chitarra (2000-presente)
- Simon Fitzpatrick - basso (2009-presente)
- Carl Palmer - batteria (2000-presente)

### Membri precedenti
- Bill Hubauer - basso, tastiera (2000-2009)

## Discografia

### Album
- 2016 - Palmer's ELP Live in the USA 2014
- 2018 - Palmer's ELP Live 2